# Nyaungyan Min
Trong tên người Miến Điện này, Min là một kính ngữ.
Nyaungyan Min (tiếng Miến Điện: ညောင်ရမ်းမင်း [ɲàʊɰ̃jáɰ̃ mɪ́ɰ̃]; 8 tháng 11 năm 1555 – 5 tháng 11 [lịch cũ 26 tháng 10] năm 1605). Là vị vua thứ tư của Triều đại Toungoo xứ Miến Điện, ông cai trị tổng cộng 6 năm từ năm 1599 đến khi qua đời vào năm 1605. Ông thường được xem là một vị vua lỗi lạc của Miến Điện, ông đã khôi phục lại Miến Điện sau một thời gian suy thoái cũng như sự sụp đổ của Đế chế Miến Điện Toungoo.

## Tiểu sử
Ông có tên khai sinh là Shin Thissa (ရှင်သစ္စာ,[ʃɪ̀ɴ sà]), ông là con của vua Bayinnaung và với bà Khin Pyezon, ông sinh ngày 8 tháng 11 năm 1555. Ông có một anh trai, tên là Shin Ubote. Shin Thissa là một trong số 91 đứa con được sinh ra từ các nữ hoàng nhỏ, được ba hoàng hậu cao cấp xếp hạng dưới sáu đứa trẻ. Thật vậy, Thissa phải đợi đến năm 25 tuổi để có được quyền cai trị. Vào ngày 8 tháng 2 năm 1581, nhà vua bổ nhiệm Thissa kế vị Ubote, người qua đời vào tháng 1 năm 1581, với tư cách là thống đốc của Nyaungyan, một thị trấn nhỏ ở quận Meiktila ngày nay, phía nam Ava (Inwa). Thống đốc thị trấn nhỏ đã kết hôn với chị gái cùng cha khác mẹ Khin Hpone Myint, người giống như ông ta là con của một nữ hoàng, (tên của Khin Hpone Myint đôi khi được báo cáo là "Khin Hpone Myat". Cặp đôi đã kết hôn từ ngày 25 tháng 2 năm 1577, và có một đứa con 3 tuổi, một trong số đó là Thakin Lat.